# 阳泉市第十一中学
阳泉市第十一中学，简称阳泉十一中，旧称阳泉煤业集团有限责任公司第一中学或阳煤一中，是一所由山西省阳泉市教育局管辖的完全中学，始建于1958年。1984年列入山西省重点中学名单。现为山西省示范高中之一。

## 校史
1958年，阳泉矿务局为解决企业职工子女教育问题创建了“红旗一中”，即今阳泉市第十一中学的前身。1961年，学校将名字改为“阳泉矿务局一中”，简称矿一中。1984年，学校被山西省教育厅确定为山西省重点中学。1997年学校成为煤炭部标准化中学。1999年，随着阳泉矿务局的改制，学校随之改名为阳泉煤业集团有限责任公司第一中学（简称阳煤一中）。2005年12月30日，阳煤一中由阳煤集团划归地方政府，学校阳泉市教育局下辖的正县级单位，学校的名称改为“阳泉市第十一中学”。2006年10月，阳泉十一中通过山西省教育厅的评估，成为山西省示范高中。

## 校园环境
学校占地72亩。建有塑胶运动场和体育馆，拥有7个球类运动场、1个游泳池。图书馆藏书7万余册。